# 崔官
崔官（1512年—1571年），字懋德，四川保寧守禦千戶所軍籍，閬中縣人，治《詩經》，明朝政治人物。

## 生平
四川鄉試第二十四名舉人。嘉靖十四年（1535年）中式乙未科會試第二十九名，登第三甲第二百一十三名進士。授南宫县知县，升大名府同知。

## 家族
曾祖崔杲；祖父崔嚴；父崔天恩，母許氏。